# Ostmann Gewürze
Die Ostmann Gewürze GmbH ist ein zur Fuchs Gewürze-Gruppe gehörendes deutsches Unternehmen der Lebensmittelindustrie. Das Unternehmen, das ursprünglich aus der ostwestfälischen Stadt Bielefeld stammt, hat heute seinen Sitz in Dissen am Teutoburger Wald, einer Stadt im Süden des Landkreises Osnabrück. Zum Produktsortiment zählen Gewürze, Kräuter und Mischungen sowie Saucen und Aromen.

## Geschichte

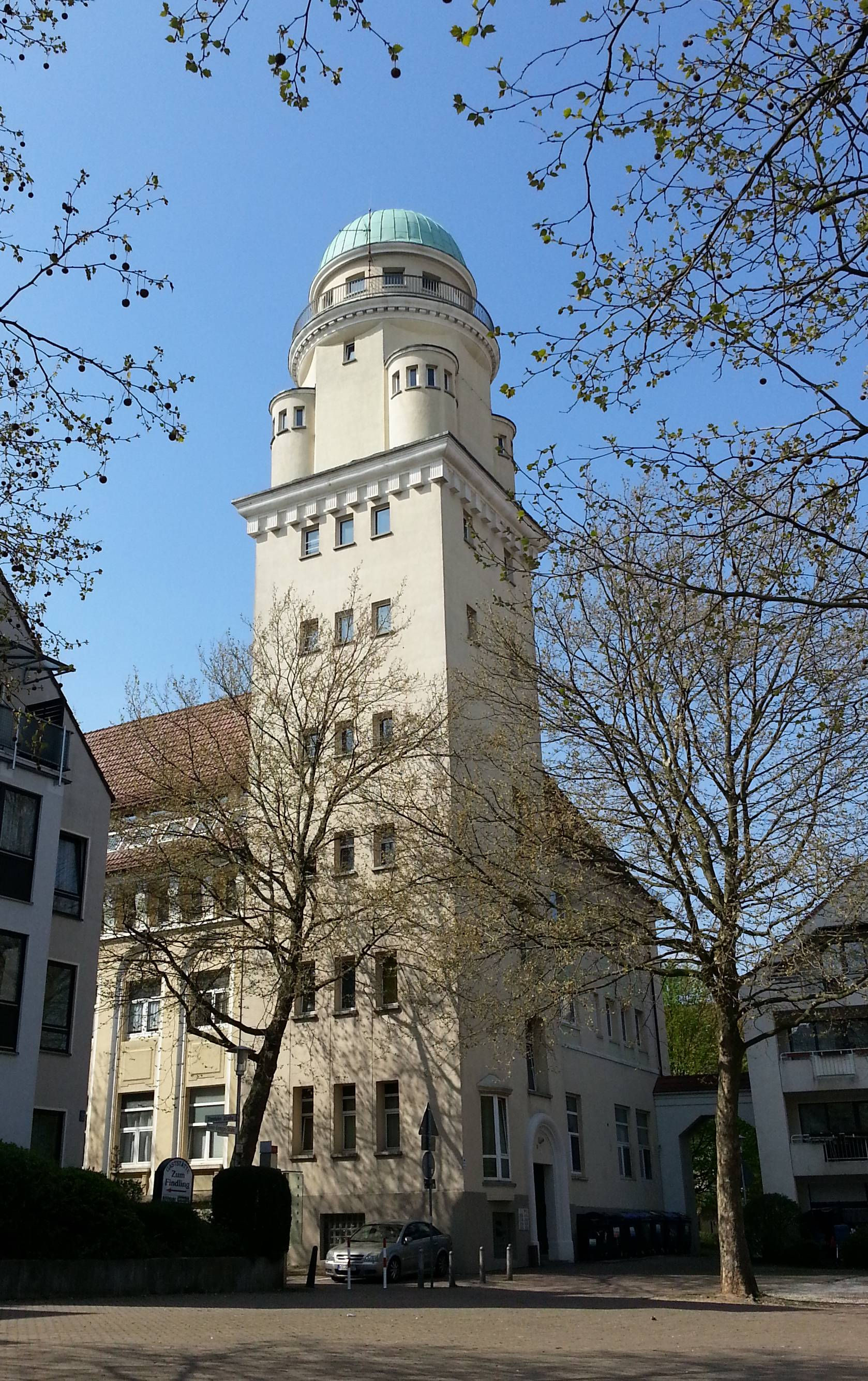
Ostmannturm in Bielefeld

Das Unternehmen basiert auf der Idee des Drogisten Karl Ostmann, Gewürze und getrocknete Kräuter portioniert und leicht handhabbar für den Konsumenten zu verkaufen. Ehe 1902 die Gewürzfabrik Ostmann gegründet wurde, verpackte Ostmann seine Produkte im Hinterzimmer der eigenen Drogerie. Hier lässt sich eine gewisse Analogie zu der in derselben Stadt Bielefeld gegründeten Dr. August Oetker KG erkennen, dessen Gründer August Oetker im Hinterzimmer einer Apotheke begann.
In den 1930er Jahren entwickelte sich Ostmann Gewürze zu einem bekannten Markennamen mit dem Slogan „Ostmann-Gewürze – Von der Mühle bis zur Küche“ und einheitlichem Design.
Der Sitz des Unternehmens wechselte 1938 in den Ostmannturm in der Märkischen Straße in Bielefeld, eine ehemalige Getreidemühle. Der Mühlenturm mit seinem Kupferdach ist noch heute eines der Wahrzeichen Bielefelds und namensgebend für das Ostmannturmviertel.
Ostmann war Vorreiter in der industriellen Bearbeitung und Abfüllung von Gewürzen und Kräutern in verbrauchergerechten Verpackungen. Produktion und Verwaltung zogen 1977 in eine neue Werksanlage.
In dritter Generation wurde das Unternehmen bis 1994 als Familienbetrieb geführt. Nachdem das Bundeskartellamt eine Übernahme durch den weltgrößten Gewürzhändler McCormick & Company untersagt hatte, wurde Ostmann Gewürze von dem australischen  Konglomerat Burns Philp & Co. Ltd. übernommen. Dessen Lebensmittelsparte expandierte in den 1990er Jahren im Bereich Gewürze. Im Wettbewerb mit McCormick gerieten der australische Konzern und sein deutsches Tochterunternehmen in wirtschaftliche Schwierigkeiten, worauf die Australier den Rückzug aus dem Gewürzgeschäft einleiteten. Bei Ostmann Gewürze hatten sinkende Umsatzzahlen zwischen 1994 und 1998 zum Abbau der Mitarbeiterzahl von 700 auf 320 geführt. In der Folge wurde Ostmann Gewürze 1998 an den Konkurrenten Fuchs Gewürze verkauft. Fuchs ließ den Produktionsstandort Bielefeld mit 320 Beschäftigten schließen, übernahm diese aber für die Firma Fuchs und verwendet die Marke Ostmann Gewürze weiter.